# 徳安淳子
徳安 淳子（とくやす じゅんこ、1962年1月15日 - ）は、日本の政治家。日本維新の会所属の衆議院議員（1期）。元兵庫県議会議員（5期）。

## 来歴
大阪府東大阪市出身。樟蔭高等学校、関西外国語短期大学卒業。日本生産性本部勤務を経て、衆参国会議員の公設秘書を務める。
2010年、兵庫県議会議員補欠選挙（尼崎市選挙区）で初当選し、以後5期務める。民主党に所属していたが、2014年1月に（旧）日本維新の会に移籍した。
2023年5月に行われた県議会の正副議長選では、前月の県議選での維新の躍進を受け、副議長に選出された。同議会では半世紀以上にわたり自民党が正副議長ポストを独占しており、非自民の副議長は1965年以来58年ぶり。また、県政史上初めての女性副議長となった。
2024年9月19日には兵庫県庁内部告発文書問題を受け、斎藤元彦兵庫県知事の不信任決議が全会一致で可決。不信任の賛成討論に立った徳安は斎藤の実績を強調した上で「議会を解散すれば、積み上げた実績が帳消しになる」「知事と思いを共有できないことが大変残念だ」と未練をにじませつつ、「県政の改革をさせてほしいと謙虚に思うならば、政治家として責任を取って辞職し、出直し選挙をするべきだが、その気持ちが見られない斎藤知事を信任することはできない」と述べた。
2024年10月2日、日本維新の会が次期衆院選兵庫8区に擁立を予定していた清水貴之参議院議員が、衆院選の公認を辞退し、斎藤の失職に伴う同年11月の兵庫県知事選挙に立候補する意向を表明。これを受け、10月7日に維新は徳安を兵庫8区に擁立すると決めた。10月27日の投開票の結果、小選挙区では公明党前職の中野洋昌に敗れ、比例復活で初当選した。

## 政策・主張

### 外交・安全保障
- 日本国憲法9条を改正して自衛隊を明記することに賛成。憲法に緊急事態条項を設けることに賛成[9][10][11][12]。
- 日本の防衛力はさらに強化すべき。防衛費増額の財源をまかなうための増税には反対[11][9]。
- 普天間飛行場の名護市辺野古への移設にどちらかと言えば賛成[11]。
- 中国にはより強い態度で臨むべき[11]。
- ロシアのウクライナ侵攻を受けたウクライナへの支援はより強化すべき[11]。

### 経済
- 消費税率を10%から引き下げるべき[11]。
- 金利上昇は慎重に行うべき[12]。
- 公共事業費や公務員の人件費は抑制すべき[12]。
- 原子力発電は当面は必要だが将来的には廃止すべき[11][10]。
- 再生可能エネルギーを主力電源とすべき[9]。
- 炭素税の強化に反対[11]。
- 解雇規制の緩和に賛成[11]。
- 外国人労働者の受け入れは抑制すべき[11]。

### 社会
- 女性天皇は賛成だが、女系天皇には反対[11][9]。
- 同性結婚の合法化に賛成[9][10][11][12]。
- 選択的夫婦別姓制度の導入に賛成[9][10][11]。
- 後期高齢者の医療費の自己負担割合を増やすことにやや反対[10]。

## 選挙歴
| 当落 | 選挙                         | 執行日         | 年齢 | 選挙区       | 政党         | 得票数    | 得票率 | 定数 | 得票順位 /候補者数 | 政党内比例順位 /政党当選者数 |
| ---- | ---------------------------- | -------------- | ---- | ------------ | ------------ | --------- | ------ | ---- | ------------------ | ---------------------------- |
| 当   | 2010年兵庫県議会議員補欠選挙 | 2010年11月21日 | 48   | 尼崎市選挙区 | 民主党       | 3万3063票 | ーー   | 2    | 2/3                | /                            |
| 当   | 2011年兵庫県議会議員選挙     | 2011年4月10日  | 49   | 尼崎市選挙区 | 民主党       | 1万3022票 | ーー   | 7    | 6/8                | /                            |
| 当   | 2015年兵庫県議会議員選挙     | 2015年4月12日  | 53   | 尼崎市選挙区 | 維新の党     | 2万1093票 | ーー   | 7    | 3/9                | /                            |
| 当   | 2019年兵庫県議会議員選挙     | 2019年4月7日   | 57   | 尼崎市選挙区 | 日本維新の会 | 1万4005票 | ーー   | 7    | 4/10               | /                            |
| 当   | 2023年兵庫県議会議員選挙     | 2023年4月9日   | 61   | 尼崎市選挙区 | 日本維新の会 | 1万5336票 | ーー   | 7    | 5/9                | /                            |
| 比当 | 第50回衆議院議員総選挙       | 2024年10月27日 | 62   | 兵庫県第8区  | 日本維新の会 | 6万150票  | 32.09% | 1    | 2/6                | 3/7                          |